# Старе Ґрабе
Старе Ґрабе (пол. Stare Grabie) — село в Польщі, у гміні Воломін Воломінського повіту Мазовецького воєводства.
Населення — 729 осіб (2011).
У 1975-1998 роках село належало до Варшавського воєводства.

## Демографія
Демографічна структура станом на 31 березня 2011 року:
|          | Загалом | Допрацездатний вік | Працездатний вік | Постпрацездатний вік |
| -------- | ------- | ------------------ | ---------------- | -------------------- |
| Чоловіки | 361     | 98                 | 245              | 18                   |
| Жінки    | 368     | 83                 | 234              | 51                   |
| Разом    | 729     | 181                | 479              | 69                   |